# Requena de Campos
Requena de Campos és un municipi de la província de Palència a la comunitat autònoma de Castella i Lleó (Espanya). Limita amb Boadilla del Camino, Marcilla de Campos, Frómista, Lantadilla, Itero de la Vega, Las Cabañas del Castillo i Osorno la Mayor.

## Demografia
| 1991 | 1996 | 2001 | 2004 |
| ---- | ---- | ---- | ---- |
| 50   | 43   | 41   | 44   |